# 上莫尔永
上莫尔永（法語：Morlhon-le-Haut，法語發音：[mɔʁjɔ̃ lə o]）是法国阿韦龙省的一个市镇，属于鲁埃格自由城区。

## 地理
上莫尔永（44°19'29"N, 2°3'45"E）面积22.09 平方千米，位于法国奧克西塔尼大區阿韦龙省，该省份为法国南部内陆省份，位于法國中央高原南部，北起顺时针与康塔爾省、洛泽尔省、加尔省、埃罗省、塔恩省、塔恩-加龙省和洛特省接壤。
与上莫尔永接壤的市镇（或旧市镇、城区）包括：下塞加拉、桑旺萨、鲁埃格自由城。

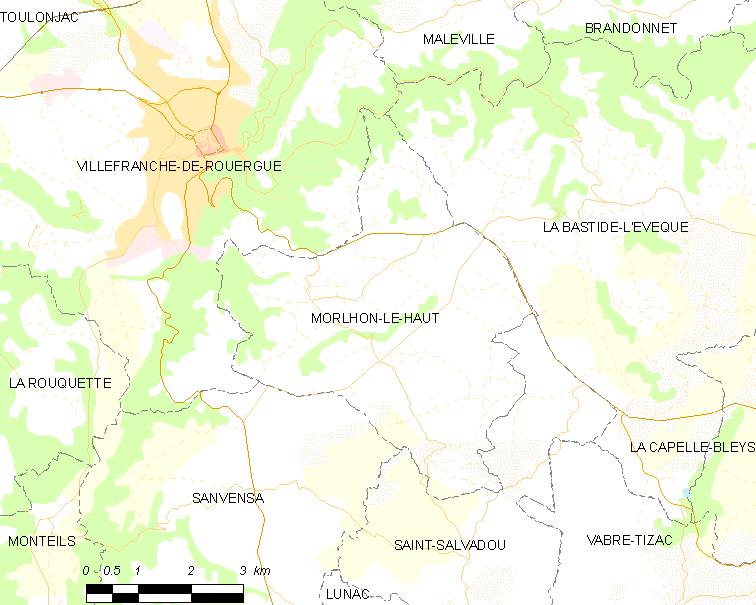
上莫尔永的OSM定位图

上莫尔永的时区为UTC+01:00、UTC+02:00（夏令时）。

## 行政
上莫尔永的邮政编码为12200，INSEE市镇编码为12159。

## 政治
上莫尔永所属的省级选区为阿韦龙-塔恩县。

## 人口

1962-2008年间上莫尔永人口变化图示

上莫尔永于2022年1月1日时的人口数量为555人。